# Mumana-Átl
Mumana-Átl är en ort i kommunen Ocuilan i delstaten Mexiko i Mexiko. Samhället hade 94 invånare vid folkräkningen år 2020.